# Médaille de Liège

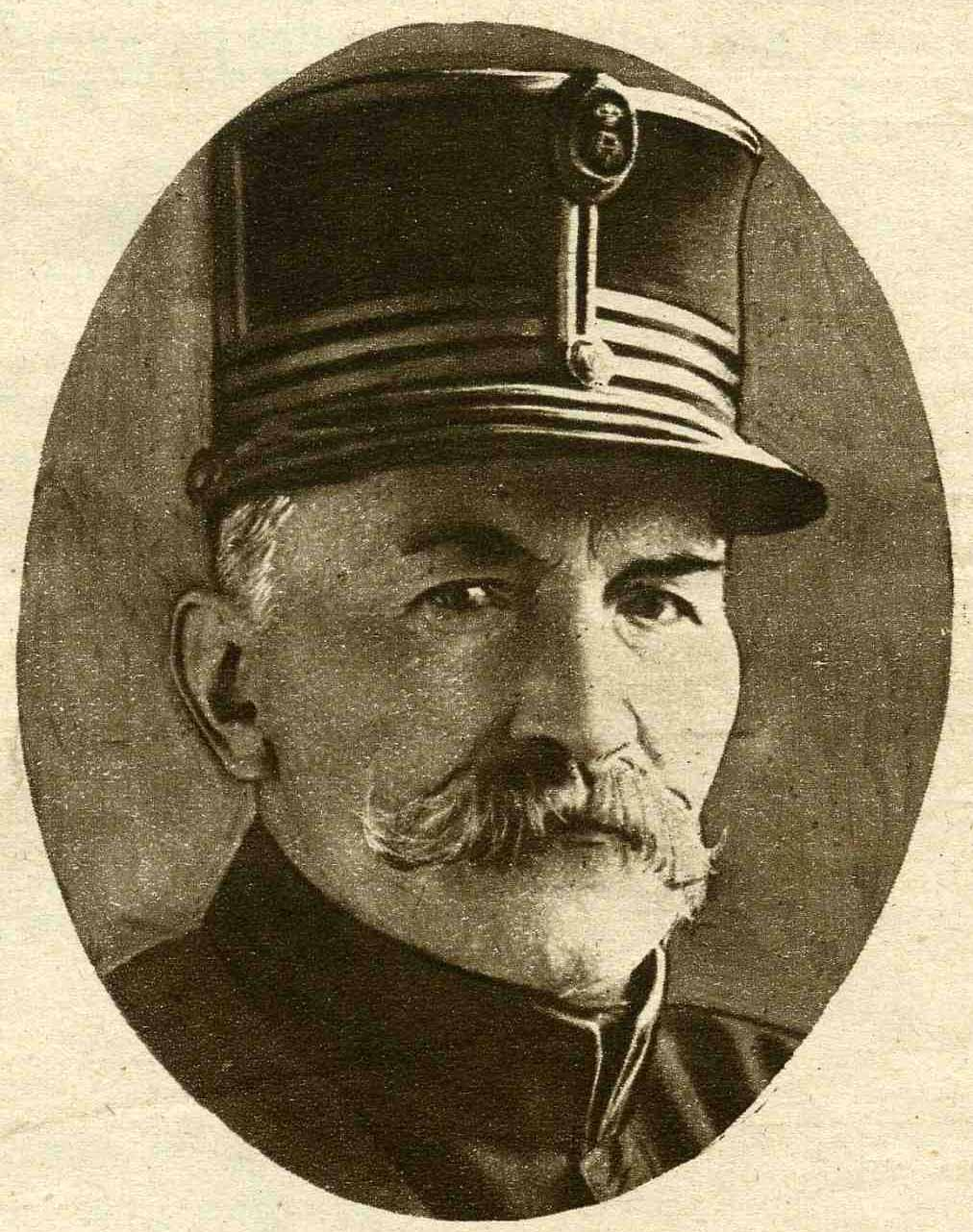
Lieutenant-général Gérard Leman, commandant des défenses de Liège

La médaille de Liège (néerlandais : Medaille van Luik) était une médaille commémorative de campagne
décernée par la ville de Liège à ses défenseurs contre l'attaque allemande de 1914. Elle fut décernée pour la première fois en avril 1920 dans une cérémonie présidée par le duc de Brabant (futur roi Léopold III) et le lieutenant-général comte Gérard Leman, commandant militaire des défenses de Liège durant la bataille qui s'y déroula du 5 au 16 août 1914. La défense acharnée de la ville força les Allemands à faire appel à de l'artillerie de très gros calibres spécialisée contre les fortifications.

## Statut
La médaille de Liège était décernée aux militaires belges, en grand nombre membres de la 3e division, qui participèrent à la défense de la ville de Liège entre le 5 et le 16 août 1914. Plus tard, elle fut également décernée aux résidents de la ville de Liège qui y furent condamnés à l'emprisonnement par un tribunal allemand suite de la bataille et qui reçurent la médaille du prisonnier politique.
Bien que de caractère non officiel étant décernée par la ville de Liège et non par l'État, telle était la fierté nationale et le prestige entourant la vaillante défense de la ville, que son port fut toléré sur l'uniforme militaire.

## Insigne
La médaille de Liège était une médaille circulaire frappée de bronze d'un diamètre de 35 mm avec un rebord de 2 mm relevé sur les deux côtés. Étant officieuse, certains bénéficiaires donnèrent un fini argenté ou doré à leur médaille. Le bord relevé portait des feuilles de laurier des deux côtés sur sa complète circonférence. L'avers portait l'image en relief de l'emblème héraldique de la ville de Liège (Perron de Liège) superposé à une Légion d'honneur française et scindant verticalement le millésime « 19 » « 14 ». Le long de la circonférence, l'inscription en relief « LA VILLE DE LIÈGE A SES VAILLANTS DEFENSEVRS ». Le revers portait l'image en relief d'une scène de combat, des soldats combattant sur la rive de la Meuse près d'une casemate partiellement détruite.
La médaille était suspendue par deux anneaux entrelacés, à un ruban de soie moirée d'une largeur de 38 mm à moitié rouge et à moitié jaune, les couleurs de la ville de Liège.

## Récipiendaires illustres (liste partielle)
- Le lieutenant général comte Gérard Mathieu Joseph Georges Leman
- Sgt Fourrier Marcel Scieur